# Lékárna Pallarès
Lékárna Pallarès (katalánsky Farmàcia Pallarès) je budova na území obce Solsona, v katalánské provincii Lleida, zahrnutá do soupisu architektonického dědictví Katalánska (IPA-42077).

## Popis
Budova stojí na rohu Calle Castillo a Carrer de Calasanz, pochází z poloviny 15. století. Později byla přestavěna. Má přízemí a dvě patra. V přízemí s kamennou zdí je půlkruhový vchod, zatímco ostatní stěny jsou se štukem a dekorativními prvky. V prvním patře jsou dva balkony a v nejvyšším patře jsou dvě malá okna. 
V této budově byla první lékárna v Solsoně. Diecézní muzeum uchovává skříň, tři knihy receptů a hmoždíř z lékárny. Nyní jsou zde byty.

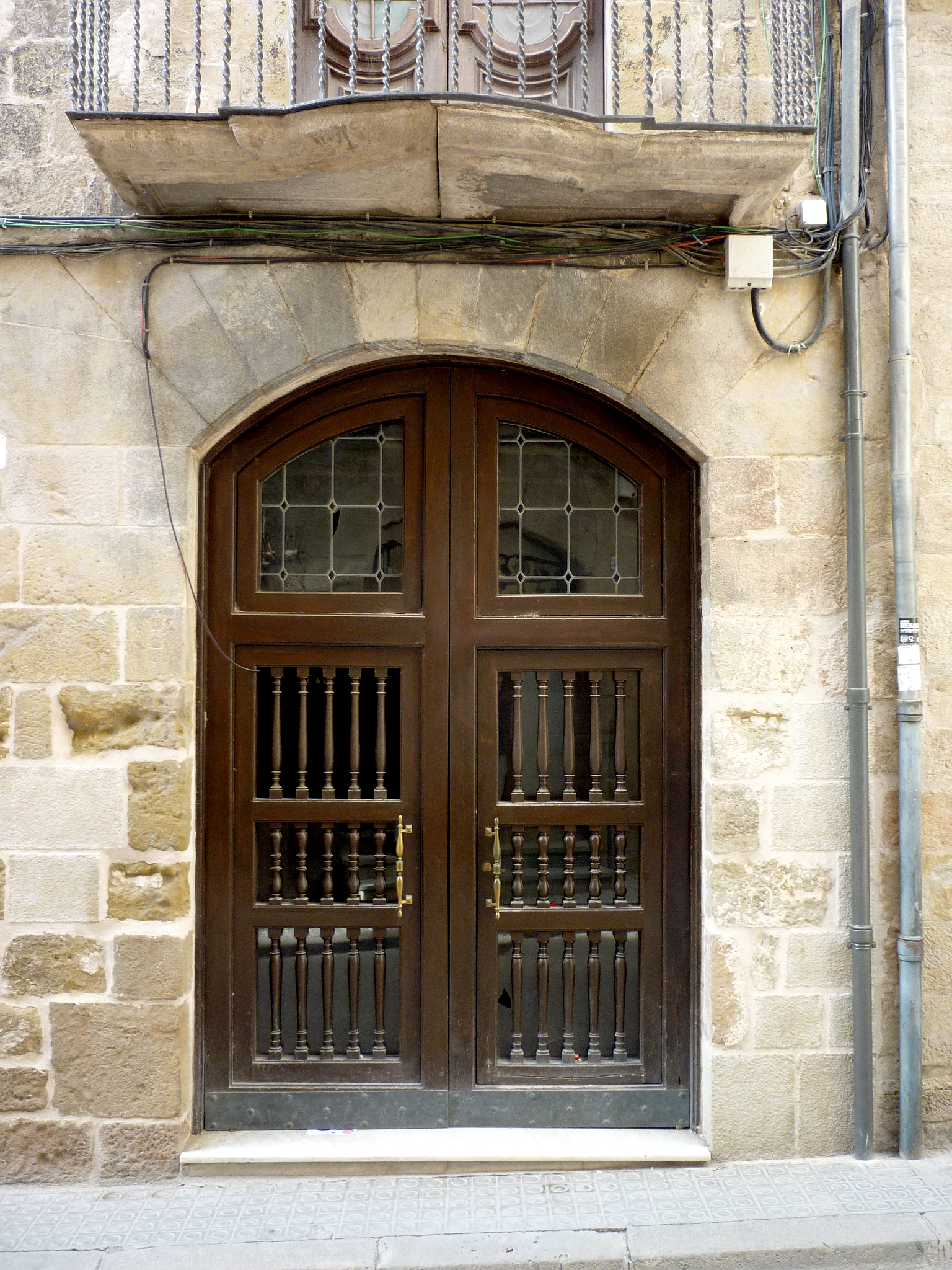
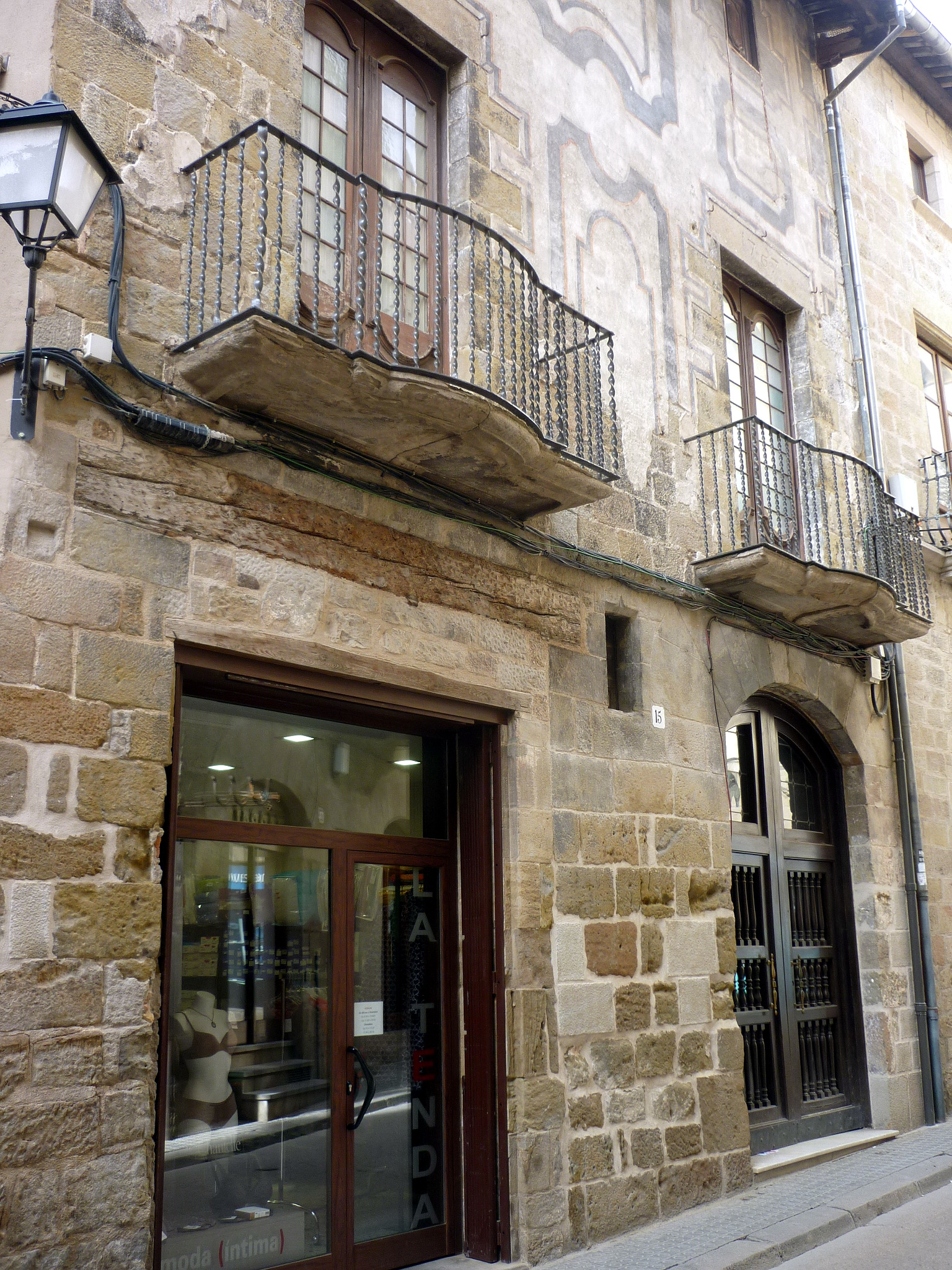
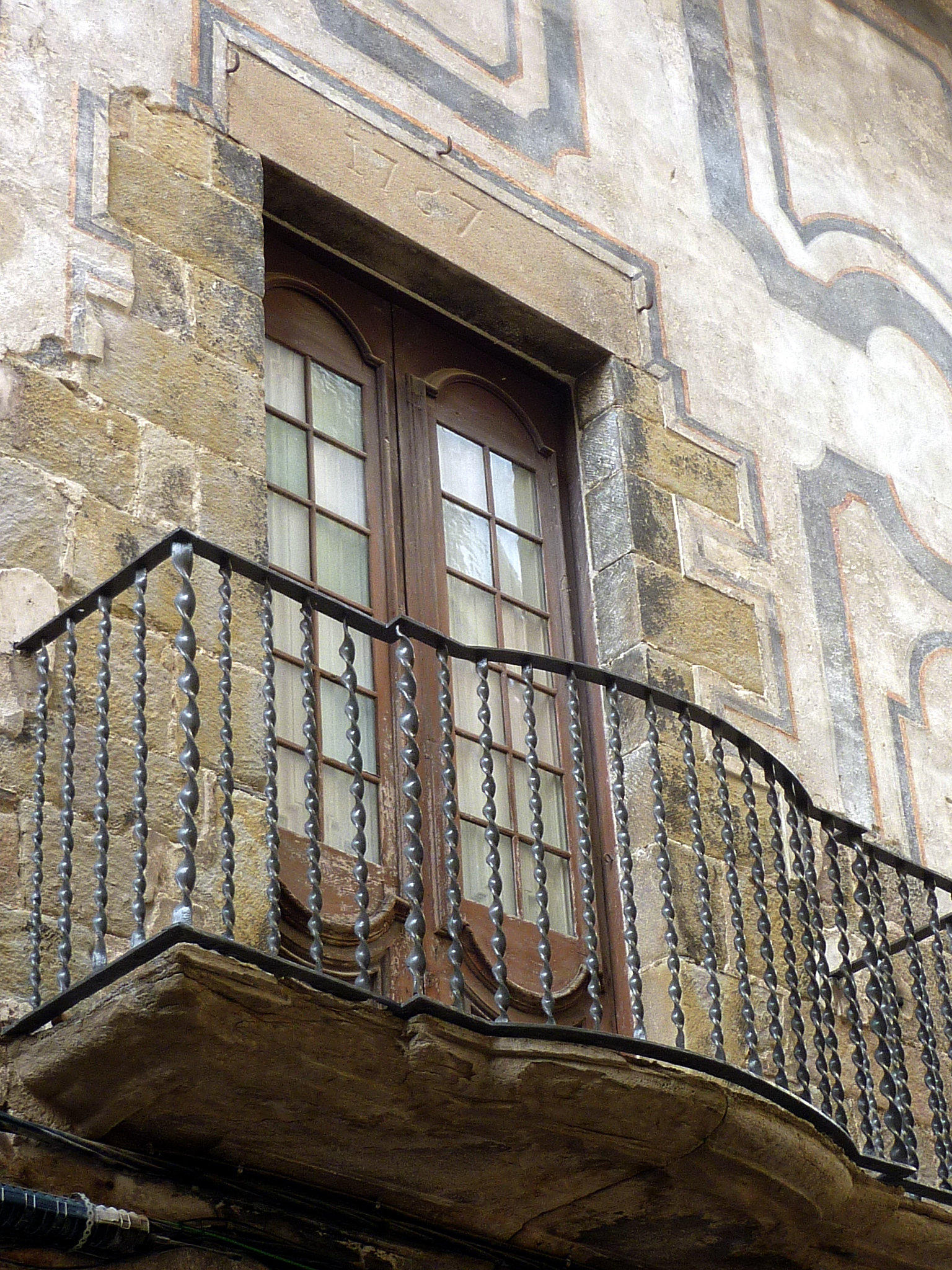